# Seleção Alandesa de Futebol
A Seleção Alandesa de Futebol representa o arquipélago finlandês de Åland nas competições de futebol. Não é membro da UEFA, e sim da NF-Board.
Åland disputa apenas uma competição: os Jogos das Ilhas, juntamente com outras 15 seleções. Foi sede de 2 edições dos Jogos: 1991 e 2009, onde chegou à final, perdendo para Jersey. Ficou ainda em terceiro lugar nas edições de 1989 (realizadas nas Ilhas Feroe) e 1993 (disputados na Ilha de Wight). Jersey e Groenlândia são os adversários mais frequente dos Ålandish Islanders (6 jogos), seguidas por Ilha de Man e Shetland (4 jogos cada), enfrentando ainda 3 seleções filiadas à FIFA: Gibraltar (uma vitória), Ilhas Feroe e Bermudas (duas derrotas), todas em apenas um jogo.

## Fornecedoras
| Período   | Empresa |
| --------- | ------- |
| 1943–1998 | Hummel  |
| 1998–2002 | Erreà   |
| 2002–2007 | Puma    |
| 2007–     | Adidas  |

## Treinadores
| - Johnny Söderdahl (1989) - Robert Mann Henrik Bostrom Mats Danielsson (1995) - Bernt Danielsson Per-Åke Eriksson (2005) | - Bengt Johnsson Peter Lundberg Tommy Lundberg (2007) - Peter Lundberg Daniel Norrmén (2009) | - Per-Åke Eriksson Thomas Nordström (2011) - Johan Carlssons Steve Beeks (2015) - Alexandre Semenov Stefan Mattsson (2017–) |